# Joan Dausà i els Tipus d'Interès
Joan Dausà i els Tipus d’Interès es un grupo de música español que publicó en 2012 su primer álbum, un proyecto iniciado en 2010. En 2010 ganó el Premi Joventut del Sona9 por votación popular.
Joan Dausà, actor y músico, es el miembro destacado, y está acompañado por los llamados “Tipus d’Interès”: Martí Maymó, Axel Pi, Florenci Ferrer, Santos Berrocal, David Romero, Eloi Isern y Carol Duran. Arnau Vallvé de los Manel y la actriz Clara Segura colaboran en dos canciones. Martí Maymó es miembro de los Manel, Axel Pi de Sidonie y Carol Duran de La Carrau.
En 2014 se llevó el Gaudí a la millor música original por la banda sonora de la película Barcelona, nit d’estiu, la cual está inspirada en su canción Jo mai mai, en la que también participa como actor. Posteriormente, el mismo Dani de la Orden que dirigió aquel film ha rodado Barcelona, nit d’hivern, una secuela que vuelve a contar con la música de Joan Dausà.
El 27 y 28 de diciembre de 2015 hizo un doble concierto en el Palacio de la Música Catalana, el cual suponía una despedida temporal para tomarse un descanso durante un tiempo indefinido y reflexionar sobre el rumbo de la carrera.

## Discografía

### Jo mai mai
Jo mai mai fue el álbum con el que debutó el grupo. Fue publicado el 14 de febrero de 2012, después de que el vídeo de la presentación de la canción Jo mai mai se estrenase en el diario Ara a principios de febrero.
En el álbum, entre el pop y el folk de autor, “predominan las baladas y los medios tiempos donde el piano juega un rol vital, con un sonido nítido, rico en la producción, pero sin empalagar”, con letras que hablan de la cotidianeidad, del desamor, etc. M’hauria agradat és una canción nostálgica y 1979 es autobiográfica. En la canción Encara hi som a temps colabora cantando la actriz Clara Segura. Las letras y las canciones están escritas por Joan Dausà (formato para piano y voz) y junto con los productores, Maymó, Axel Pi y Joan Dausà se crearon los arreglos finales. El disco fue grabado por Blind Records y la producción fue a cargo de Santos Berrocal y Florenci Ferrer. La gira de presentación del disco se hizo en la pequeña sala Heliogàbal de la Vila de Gràcia el 28 y 29 de febrero y 1 de marzo, donde las entradas quedaron agotadas. Cuatro meses después de su lanzamiento al mercado se habían vendido 2000 copias del disco.
Jo mai mai es el primer sencillo del álbum, el cual fue un vídeo de presentación “viral”, con la presencia de músicos como Arnau Vallvé y Martí Maymó (Manel), Axel Pi (Sidonie), Carol Duran (La Carrau) y Miqui Puig; actores y actrices como Pep Cruz, Clara Segura, Agnès Busquets, Anna Moliner, Santi Ricart y Carles Flavià; directores de teatro como Marc Angelet y Oriol Broggi; el ilustrador Juanjo Sáez; y el presentador Jordi Hurtado. El 13 de junio sacará el videoclip oficial del single, dirigido por Sergi Pérez y con la presencia del actor Borja Espinosa. El videoclip tiene como referente el de A song for the lovers, de Richard Ashcroft y dirigido por Jonathan Glazer. Truca’m es el segundo sencillo del disco. Una canción de amor que habla de superar la rutina, "voler ser-hi quan calgui, però també de mirar d'anar més enllà del que ja hem viscut" (“querer ser cuando haga falta, pero también tratar de ir más allá de lo que hemos vivido”). El senyor Sommer es una canción inspirada en un personaje de La historia del señor Sommer de Patrick Süskind, el cual no se explica en la obra porque el personaje decide suicidarse en un lago en un momento de la historia. En esta canción el autor pretende dar respuesta a la razón por la cual este personaje se podría haber suicidado y que, en este caso, sería la muerte de su hijo pequeño.
| N.º | Título | Duración |  |

### Barcelona nit d'estiu
Se trata de la Banda Sonora Original (BSO) de la película Barcelona, nit d’estiu, dirigida por Dani de la Orden, y en la cual Joan Dausà también actúa.

### On seràs demà?
El segundo álbum del grupo, llamado On seràs demà?, salió a la venta el 15 de abril de 2014. El disco ha sido grabado durante los primeros meses del 2014 en los estudios Blind Records de Barcelona. El primer sencillo se llama Quan ens creuem y cuenta con la colaboración de Sidonie.

### Barcelona nit d'hivern
Se trata de la Banda Sonora Original (BSO) de la película Barcelona, nit d’hivern, secuela de Barcelona, nit d’estiu, y dirigida también por Dani de la Orden. En este caso Joan Dausà solo tiene un papel secundario como un músico de la calle. En este álbum encontramos bastantes piezas desnudas, a voz y piano, y de hecho algunas son instrumentales como La carta o Calma. En esta ocasión, uno de los actores de la película, el madrileño Alberto San Juan, interpreta la canción que corresponde a su historia en la trama titulada Andrea, ya nada puede ser.